# 闫姓
閆是中文姓氏，有多种来源。

## 延伸阅读
[在维基数据编辑]
 《百家姓》
 《欽定古今圖書集成·明倫彙編·氏族典·閆姓部》，出自陈梦雷《古今圖書集成》